# Campionato sudamericano maschile under 20 di calcio 1999
Il Campionato sudamericano di calcio Under-20 1999, 19ª edizione della competizione organizzata dalla CONMEBOL e riservata a giocatori Under-20, è stato giocato in Argentina. Le quattro migliori classificate si sono qualificate per il Campionato mondiale di calcio Under-20 1999.

## Partecipanti
Partecipano al torneo le rappresentative delle 10 associazioni nazionali affiliate alla Confederación sudamericana de Fútbol:
| - Argentina under 20 - Bolivia under 20 - Brasile under 20 - Cile under 20 - Colombia under 20 |  | - Ecuador under 20 - Paraguay under 20 - Perù under 20 - Uruguay under 20 - Venezuela under 20 |

## Città
La Federazione calcistica argentina scelse come luoghi deputati a ospitare la manifestazione le città di Mar del Plata e Tandil.

## Formato

### Fase a gironi
Le 10 squadre partecipanti alla prima fase sono divise in due gruppi da cinque ciascuno e si affrontano in un girone all'italiana con gare di sola andata. Passano al secondo turno le prime tre classificate in ogni gruppo.
In caso di arrivo a pari punti in classifica, la posizione si determina seguendo in ordine:
- Differenza reti;
- Numero di gol realizzati;
- Risultato dello scontro diretto;
- Sorteggio.

## Fase a gironi
Legenda
|  | Qualificata alla fase successiva |

### Gruppo A
| Squadra            | P.ti | G | V | P | S | GF | GS | DR  |
| ------------------ | ---- | - | - | - | - | -- | -- | --- |
| Argentina under 20 | 12   | 4 | 4 | 0 | 0 | 12 | 1  | +11 |
| Cile under 20      | 9    | 4 | 3 | 0 | 1 | 12 | 4  | +8  |
| Perù under 20      | 6    | 4 | 2 | 0 | 2 | 4  | 8  | -4  |
| Venezuela under 20 | 3    | 4 | 1 | 0 | 3 | 5  | 14 | -9  |
| Ecuador under 20   | 0    | 4 | 0 | 0 | 4 | 3  | 9  | -6  |

| Arbitro: | Amarilla |

|                    |           |  |
| Neira 26’ Moya 29’ | Marcatori |  |

| Arbitro: | Larrionda |

|                                               |           |            |
| Duscher 18’ Farías 23’ Galletti 25’ Aimar 45’ | Marcatori | 39’ Arango |

| Arbitro: | Russi |

|                |           |             |
| Balbín 26’ 89’ | Marcatori | 17’ Sequera |

| Arbitro: | Simon |

|                                |           |  |
| Galletti 29’ (rig.) 30’ (rig.) | Marcatori |  |

| Arbitro: | Luna |

|  |           |                                                                       |
|  | Marcatori | 17’ 62’ Córdova 43’ Neira 73’ (rig.) Pizarro 81’ García 84’ Gutiérrez |

| Arbitro: | Amarilla |

|                          |           |  |
| Aimar 32’ Montenegro 80’ | Marcatori |  |

| Arbitro: | Larrionda |

|            |           |                         |
| Bonito 65’ | Marcatori | 80’ Almanza 89’ Cordero |

| Arbitro: | Russi |

|                                           |           |  |
| Crosa ?’ Galletti ?’ (rig.) ?’ Duscher ?’ | Marcatori |  |

| Arbitro: | Simon |

|                                |           |  |
| García 19’ 33’ Córdova 49’ 78’ | Marcatori |  |

| Arbitro: | Luna |

|                      |           |                                   |
| Mejía 52’ Bonito 63’ | Marcatori | 37’ Sequera 77’ Chacón 90’ Arango |

### Gruppo B
| Squadra           | P.ti | G | V | P | S | GF | GS | DR  |
| ----------------- | ---- | - | - | - | - | -- | -- | --- |
| Paraguay under 20 | 10   | 4 | 3 | 1 | 0 | 7  | 3  | +4  |
| Brasile under 20  | 8    | 4 | 2 | 2 | 0 | 8  | 2  | +6  |
| Uruguay under 20  | 7    | 4 | 2 | 1 | 1 | 8  | 3  | +5  |
| Colombia under 20 | 1    | 4 | 0 | 1 | 3 | 4  | 8  | -4  |
| Bolivia under 20  | 1    | 4 | 0 | 1 | 3 | 4  | 15 | -11 |

| Arbitro: | Sánchez |

|              |           |  |
| Chevantón 8’ | Marcatori |  |

| Arbitro: | Torres |

|  |           |                                                   |
|  | Marcatori | 4’ Eriberto 39’ Lincoln 75’ Fábio Aurélio 90’ Edú |

| Arbitro: | Carpio |

|                            |           |            |
| Santa Cruz 77’ Escobar 82’ | Marcatori | 52’ García |

| Arbitro: | Aros |

|                                               |           |            |
| Matuzalém 19’ Rodrigo Gral 42’ Ronaldinho 64’ | Marcatori | 90’ Molina |

| Arbitro: | Solórzano |

|              |           |                                                                       |
| Aguilera 53’ | Marcatori | 10’ Pellegrín 21’ 33’ Chevantón 42’ Forlán 80’ Canobbio 83’ 90’ Bueno |

| Arbitro: | Sánchez |

|                |           |                  |
| Santa Cruz 30’ | Marcatori | 76’ Rodrigo Gral |

| Arbitro: | Sánchez |

|  |           |                          |
|  | Marcatori | 19’ Cabañas 51’ Da Silva |

| Arbitro: | Torres |

|                      |           |                             |
| Victoria 32’ Gil 46’ | Marcatori | ?’ (aut.) Orozco 85’ Melgar |

| Tandil 14 gennaio 1999                                 | Colombia  | 1 – 2 referto   | Paraguay | Estadio General San Martín |
| \| \| \| \| \| Díaz \| Marcatori \| Cabañas Gavilán \| |           |                 |          |                            |
|                                                        |           |                 |          |                            |
| Díaz                                                   | Marcatori | Cabañas Gavilán |          |                            |

| Tandil 14 gennaio 1999 | Brasile | 0 – 0 referto | Uruguay | Estadio General San Martín\| Arbitro: \| Carpio \| |
| Arbitro:               | Carpio  |               |         |                                                    |

## Fase finale
| Squadra            | P.ti | G | V | P | S | GF | GS | DR  |
| ------------------ | ---- | - | - | - | - | -- | -- | --- |
| Argentina under 20 | 12   | 5 | 4 | 0 | 1 | 9  | 2  | +7  |
| Uruguay under 20   | 8    | 5 | 2 | 2 | 1 | 5  | 4  | +1  |
| Brasile under 20   | 7    | 5 | 2 | 1 | 2 | 14 | 8  | +6  |
| Paraguay under 20  | 6    | 5 | 2 | 0 | 3 | 6  | 8  | -2  |
| Perù under 20      | 5    | 5 | 1 | 2 | 2 | 4  | 14 | -10 |
| Cile under 20      | 4    | 5 | 1 | 1 | 3 | 8  | 10 | -2  |

| Arbitro: | Larrionda |

|                            |           |                          |
| Edú 10’ Márcio Carioca 82’ | Marcatori | 5’ 55’ Neira 12’ Pizarro |

| Arbitro: | Sánchez |

|                         |           |            |
| Cordero 15’ Carrión 75’ | Marcatori | 83’ Cuevas |

| Arbitro: | Amarilla |

|  |           |           |
|  | Marcatori | 24’ Pouso |

| Arbitro: | Simon |

|          |           |                           |
| Moya 49’ | Marcatori | 30’ Chevantón 42’ Carreño |

| Arbitro: | Russi |

|               |           |                                     |
| Maldonado 44’ | Marcatori | 18’ Ronaldinho 62’ Edú 90’ Marcinho |

| Arbitro: | Aros |

|                                               |           |  |
| Rivarola 2’ 28’ Galletti 6’ 36’ Cambiasso 60’ | Marcatori |  |

| Mar del Plata 21 gennaio 1999, ore 18:10 | Uruguay   | 0 – 0 referto | Perù | Mundialista\| Arbitro: \| Solórzano \| |
| Arbitro:                                 | Solórzano |               |      |                                        |

| Arbitro: | Luna |

|                           |           |                            |
| Pizarro 19’ Mirosevic 76’ | Marcatori | 25’ 45’ Vera 66’Santa Cruz |

| Arbitro: | Larrionda |

|                         |           |         |
| Galletti 45’ Farías 87’ | Marcatori | 67’ Edú |

| Arbitro: | Sánchez |

|                                               |           |  |
| Edú 2’ Rodrigo Gral 8’ 18’ 31’ 66’ Maricá 65’ | Marcatori |  |

| Arbitro: | Simon |

|               |           |  |
| Fernández 33’ | Marcatori |  |

| Arbitro: | Carpio |

|               |           |  |
| Montenegro 4’ | Marcatori |  |

| Arbitro: | Russi |

|                              |           |                                 |
| Sorondo 29’ Pouso 51’ (rig.) | Marcatori | 35’ Rodrigo Gral 84’ Ronaldinho |

| Arbitro: | Luna |

|                   |           |                           |
| Alva 8’ Ascoy 18’ | Marcatori | 30’ Córdova 40’ Maldonado |

| Arbitro: | Solórzano |

|             |           |  |
| Galletti 8’ | Marcatori |  |

## Classifica marcatori
| Gol |  |  | Giocatore        | Squadra |
| --- |  |  | ---------------- | ------- |
| 9   |  |  | Luciano Galletti |         |
| 7   |  |  | Rodrigo Gral     |         |
| 5   |  |  | Nicolás Córdova  |         |
| 5   |  |  | Edú              |         |
| 4   |  |  | Javier Chevantón |         |
| 4   |  |  | Patricio Neira   |         |